# James J. Gibson
James Jerome Gibson (* 27. Januar 1904 in McConnelsville, OH; † 11. Dezember 1979 in Ithaca, NY) war ein amerikanischer Psychologe und beschäftigte sich vor allem mit Wahrnehmungspsychologie. Gibson lehrte von 1929 bis 1949 am Smith College und von 1949 an bis zu seinem Tode an der Cornell University. Verheiratet war er mit der Entwicklungspsychologin Eleanor J. Gibson. Er war Mitglied der National Academy of Sciences (seit 1967) und der American Academy of Arts and Sciences (seit 1977).
Gibson begründete eine psycho-ökologische Theorie der visuellen Wahrnehmung und der Wahrnehmung allgemein. Schwerpunkt seiner Theorie ist weniger kognitive Verarbeitung, als vielmehr die Interaktion des Wahrnehmenden mit bestimmten Eigenschaften der Umwelt. Um Wahrnehmung verstehen zu können, ist folglich auch die Analyse der Umwelt und des aktiven Subjekts wichtig. Es besteht eine enge Beziehung zum probalistischen Funktionalismus des Emigranten Egon Brunwik und Fritz Heider. Der wahrnehmende Organismus exploriert dabei seine Umwelt aktiv, was als gegensätzliche Position zum Behaviorismus und Kognitivismus und als ein Vorläufer späterer Strömungen wie der „eingebetteten“ bzw. verkörperten Kognition aufgefasst werden kann. Auch von einigen  Neurobiologen wird dieses Herangehen geteilt: „Tiere und Menschen verhalten sich zuerst, und danach bestimmt sich der Aufbau der sensorischen Welt“ (Gerhard Roth 1996: 320).

## Spezifische Lebewesen
Wahrnehmungsprozesse geschehen nicht unspezifisch bei Lebewesen, sind nicht allein von der Existenz jeweiliger Sinnesorgane abhängig, sondern von der Spezifik der arteigenen Lebenserhaltung. Gibson spricht davon, dass Aspekte der natürlichen oder kulturellen Umwelt für jedes Lebewesen unterschiedliche Angebote (affordances) zu handeln bieten. Ein und derselbe Falter hat als Beute für eine Fledermaus ein anderes Angebot als für einen Menschen, eine Ameise oder einen Tiger. Die Art der Lebenserhaltung eines Organismus bestimmt, ob ein Gegenstand oder ein Tier oder ein Mensch wichtige Beute, Feind, lästige Begleiterscheinung, Gefahr oder unbedeutender Sachverhalt sind. Insofern ergibt sich eine aus der Lebenserhaltung der Art begründete, jeweils spezifische Orientierung.

## … in spezifischer Umwelt
Gibson hat, besonders im Bereich der visuellen Wahrnehmung, die Anordnungen, Gegebenheiten der menschlichen Umwelt untersucht und in ihrer Spezifik beschrieben, wie sie zu Angeboten für menschliche Handlungen werden. Damit wird der kognitivistische Versuch der Beschreibung menschlicher Umwelt als unspezifische physikalische aufgegeben. Menschliche Wahrnehmung als Orientierung (mental) ist nach Gibson darauf gerichtet, die Angebote einer Situation d. h. die Möglichkeiten zu handeln zu erkennen. Diese Orientierung wird von Menschen in verschiedenen Bereichen im Lauf des Lebens aufgebaut und ist die Erkenntnisbasis unseres Handelns. Sie kann in amnestischen Prozessen (z. B. bei Schlaganfall und Demenz) auch wieder verloren gehen, obwohl die Wahrnehmungsfähigkeit im engeren Sinn, als sensorische Fähigkeit, nicht verloren geht.

## … aktiv
Gibson betont, dass man z. B. motorisch gelernt haben muss, um zu sehen, nämlich Bewegungen des Körpers, Kopfbewegungen, unsere Augenbewegungen zu steuern, damit man überhaupt das sehen kann, was man sehen will. Allein beim Sehen mit einem Auge sind zehn Augenmuskeln (M.) beteiligt, die gezielt gesteuert werden müssen: Für die Steuerung der Iris-Öffnung entsprechend der Lichtintensität: Musculus sphincter pupillae, M. dilatator pupillae; für die Steuerung der Linsenkrümmung – in Abhängigkeit von der Irisöffnung – zur Nah- oder Fernsicht: M. ciliaris (aus M. tensor chorioidae: Brücke’scher Muskel- und Fibrae circulares – Müllerscher Ringmuskel – bestehend); weiterhin für die Bewegung des Augapfels die Musculi bulbi (M. rectus medialis, M. rectus lateralis, M. rectus superior, M. rectus inferior, M. obliquus superior, M. obliquus inferior). Dazu kommen die entsprechenden Muskeln des zweiten Auges, die Muskeln des Nackens, des Oberkörpers, der Beine, um sich auf Objekte auszurichten, die man wahrnehmen will. „Abbilder“ auf einer „passiven Retina“, Repräsentationen von „Features“ – Ausgangspunkte zahlloser Abhandlungen zur Wahrnehmung – können dagegen nie organismische Wahrnehmung funktional erreichen.
Indem Gibson die Aktivität ernst nimmt, setzt er ein Subjekt voraus, das intentional in spezifischer Weise mit seiner Umwelt umgeht. Damit wird die unspezifische Herangehensweise der meisten psychologischen Theorien überwunden, die weder einen Begriff der spezifischen Umwelt von Organismen mit spezifischen Angeboten (affordance, Angebotscharakter) für spezifische Organismen, noch einen Begriff der Spezifik der funktionalen Organisation von psychischen Prozessen von Organismen haben.

## Werke (Auswahl)
- A study of the reproduction of visually perceived forms. Princeton University, 1928. (Dissertation)
- The perception of the visual world. Boston: Houghton Mifflin, 1950.
- The Concept of Stimulus in Psychology. The American Psychologist 15/1960, 694–703
- The Senses Considered as Perceptual Systems. 1966. Dt.: Die Sinne und der Prozess der Wahrnehmung. Hans Huber, Bern 1973. ISBN 3-456-30586-9
- The Ecological Approach to Visual Perception. 1979. Dt.: Wahrnehmung und Umwelt. Urban & Schwarzenberg, München 1982. ISBN 3-541-09931-3
- Edward Reed, Rebecca Jones (Hg.): Reasons for Realism. Selected Essays of James J. Gibson. Lawrence Erlbaum, Hillsdale 1982. ISBN 0-89859-207-0